# John Stephan Lekson
John Stephan Lekson (tudi John Stephan Lekšan), ameriški general slovenskega rodu, * 14. april 1917, Wheeling pri Fairpointu, Ohio, † 19. januar 1992.

## Življenjepis
Lekson se je rodil v družini sedmih otrok slovenskima emigrantoma iz Postojne. V Clevelandu je končal osnovno in srednjo šolo ter univerzo.
Leta 1940 se je pridružil nacionalni gardi in do 1941 končal šolo za rezervne častnike.
Kot pripadnik 504. padalskega pehotnega polka (poveljnik štabne čete in S-3 1. bataljona) 82. padalske divizije se je udeležil druge svetovne vojne. Boril se je v Severni Afriki, Italiji, na Nizozemskem, v bitki za gorivo in v Nemčiji. Vojno je končal kot major.
Končal je naslednje vojaške šole: šolo pehotnih častnikov, poveljniško štabno šolo v Fort Leavenworthu, vojno štabno šolo v Norfalku in vojno šolo zračnih sil v Mobilu.
Sodeloval je v korejski in vietnamski vojni; takrat je bil od 1967 do 1968 pomočnik poveljnika 9. pehotne in 101. zračnoprevozne divizije. Leta 1968 je prevzel dolžnost načelnika štaba 2. operativne skupine, nakar je bil premeščen v Avstrijo in nato še v Italijo ter Južno Korejo.
Po tistem je prevzel mesto poveljnika osrednjega vadbišča Fort Campbell, Kentucky. Zadnja dolžnost, ki jo je opravljal pred upokojitvijo aprila 1975, je bil operacijski direktor Readiness Commanda, predhodne organizacije Centralnega poveljstva ZDA.
Umrl je za posledicami raka, pokopan je v Arlingtonu.

## Odlikovanja
- bronasta zvezda,
- srebrna zvezda,
- Legija za zasluge,...